# Jugband Blues
Jugband Blues – jedyny utwór na płycie A Saucerful of Secrets zespołu Pink Floyd z 1968 roku, który został napisany przez pierwszego frontmana grupy, Syda Barretta. Był to także jego ostatni utwór napisany i zagrany dla tej formacji.

## Nagranie i struktura utworu
Na nagranie utworu Barrett zaprosił orkiestrę Armii Zbawienia. Poprosił muzyków, aby każdy z nich zagrał to co chce, tak że w pewnym momencie utwór zmienia się w kakafoniczny zgiełk.
Utwór jest podzielony na trzy odrębne części, każda z nich ma inną tonację i tempo, z tego powodu wiele osób uważa, że są to trzy osobne kompozycje Barretta, połączone w całość przez grupę. Naprawdę jednak utwór ten wygląda właśnie tak, jak go skomponował sam autor.
Określono go jako reprezentującego m.in. gatunki awangarda muzyczna, psychedelic pop, pop progresywny i folk psychodeliczny.

## Tekst
Autorem słów utworu jest także Barrett. Pokazują one świat szaleństwa, są świadectwem pogarszającego się stanu jego umysłu. Ukazują także pogłębiającą się alienację od reszty grupy.